# 런던 브롱코스
런던 브롱코스(London Broncos)는 1980년 풀럼 럭비 리그로 창단한 잉글랜드 런던의 프로 럭비 리그 팀이다. 슈퍼리그에 참가하고 있으며 홈구장은 더 스툽이다.

## 역사

### 풀럼 럭비 리그 (1980–1991)
잉글랜드에서 럭비 리그는, 북부 지방에서만 한정되어 있던 스포츠였다. 이 상황을 해소하기 위하여 1930년대에 몇개의 럭비 리그 팀들이 런던에 창단하였지만 모두 인기 저하에의 한 경영 부실로 해체되었다. 그 후 럭비 풋볼 리그에서는 북부지방에 치우친 인기를 분산하고 했으나 진전이 없다가 1980년 축구팀인 풀럼 FC에서 새로운 수입원으로 풀럼 럭비 리그라는 팀을 창단 하게 되자 바로 팀을 승인하고 선수들을 지원해 주게 된다.
감독으로 임명된 렉 보우덴은 양질의 선수들을 모아 1980-81시즌을 런던 풀럼을 연고로 하고 크레이븐 코티지을 홈구장으로 참가하게 된다. 승승장구 하던 팀은 첫 시즌에 1부 리그로 승격하게 된다. 하지만 바로 다음 시즌에 2부 리그로 떨어지게 되었고, 다시 한번 1982-83시즌 2부 리그에서 우승하면서 승격하였지만 다음 시즌 바로 강등되면서 풀럼 FC와의 관계는 끊기게 된다.
비록 풀럼 FC와의 관계는 끊겼지만 팀은 후원자와 새 코치에 힘입어 풀럼의 이름을 유지해 나가게 된다. 이시기에는 크리스탈 팰리스 내셔널 스포츠 센터(1984-85, 1990~93)과 치즈윅 폴리테닉 스포츠 그라운드(1985~90)은 홈구장으로 사용하게 된다.

### 런던 크루세이더스 (1991–1994)
1991년, 팀은 런던 크루세이더스(London Crusaders)라는 이름으로 바뀌게 된다. 이 시기에는 성공적으로 팀이 운영되는데, 1993-94시즌 2부리그 우승으로 정점을 찍게된다. 한편 팀의 홈구장은 1993년 바넷 코프트헐로 옳겨진다.

### 런던 브롱코스 (1994–2005)
1994년 크루세이더스는 NRL의 브리즈번 브롱코스에게 인수되어 런던 브롱코스가 되었다. 그 후 1996년 슈퍼리그가 출범 하면서 런던 브롱코스는 2부 리그에 속해 있었음에도 불구하고 수도 연고팀이라는 특성덕분에 참가하게 된다. 그러면서 홈구장을 더 밸리로 옮기고, 또다시 1997년, 더 스툽으로 옮기면서 슈퍼리그 1997-98에서 2위까지 올라오게 된다.
1998년, 브롱코스는 원정 투어 형태로 7000명의 팬 앞에서 브래포드 불스와 경기를 치른다. 성공은 계속되어 1998년 챌린지 컵 준결승까지 오르게 된다. 다음 해인 1999년에는 결승까지 오르지만 리즈 라이노스에게 52-16으로 패하면서 준우승에 그치고 만다.

### 할리퀸스 럭비 리그 (2006–2011)
2000년, 버진 그룹에서 지분을 사들인 이후 요크에서 2002년 합병을 시도한다. 그리고 2005년, 할리퀸 F.C.에서 지분 65%를 사들이면서 2006년 할리퀸스 럭비 리그(Harlequins Rugby League, Harlequins RL)가 되었다.

### 런던 브롱코스 (2012~)
구단은 2012 시즌부터 다시 이름을 런던 브롱코스로 다시 바꾸었다.

## 우승
- 수퍼 리그 - 준우승 1회(1997)
- 챌린지 컵 - 준우승 1회(1999)
- 디비전 투 챔피언십 - 우승(1982-83)